# Xavier Mercadé i Simó
Xavier Mercadé i Simó   (Barcelona, 15 de febrer de 1967 - Barcelona, 23 d'agost de 2021) fou un fotoperiodista català.
Especialitzat en espectacles i música en viu, es va començar a moure en el camp de la fotografia l'any 1984, quan va compaginar els seus estudis de fotografia a l'Escola de Mitjans Audiovisuals de Barcelona (EMAV) amb l'edició del seu fanzine Voll-ker. Era habitual veure les seves fotografies en publicacions relacionades amb la música com Rockdelux, Ruta 66, Rolling Stone i Metal Hammer, així com als seus primers fanzins Neón i Voll-Ker. L'any 1992, va ser un dels fundadors del Grup Enderrock, on ocupà el lloc de cap de fotografia.
Va exposar els seus treballs en diverses mostres, com ara Bevent passat al claustre de la Diputació de Girona sobre el grup Umpah-Pah, una mostra sobre el grup Sopa de Cabra, Pròxims visual (amb Francesc Fàbregas), o Born To Múúú (amb altres fotògrafs).

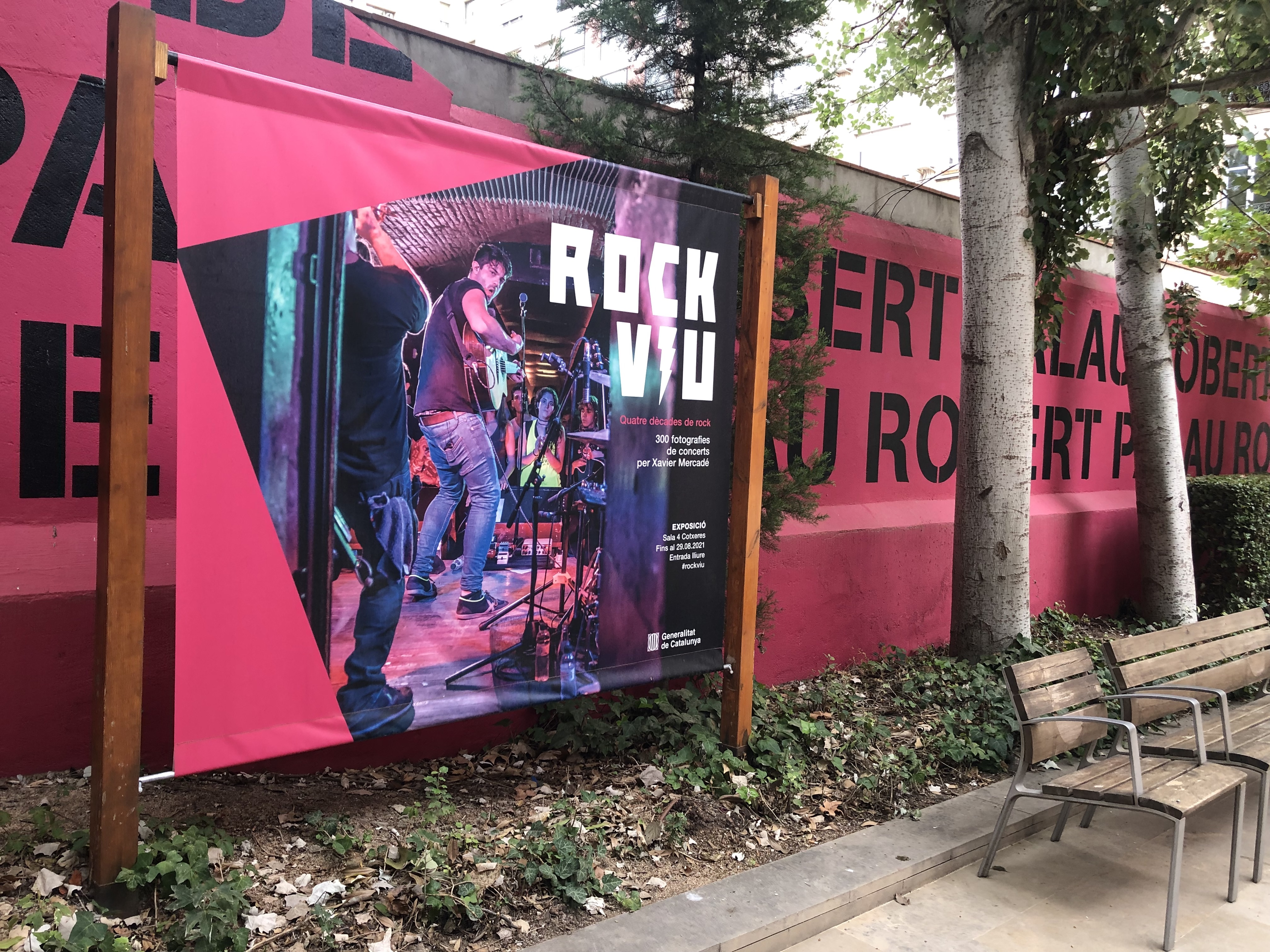
Exposició "Rock Viu", al Palau Robert de Barcelona

A més, va publicar diversos llibres: Pasión por el rock, Freaks, Odio obedecer, Balas Perdidas i Jump Rock. El febrer de 2020 la revista Enderrock va presentar el seu número 300, amb una selecció de 300 imatges de concerts nacionals i internacionals realitzades per Xavier Mercadé. En el mes de maig de 2021 es va inaugurar al Palau Robert de Barcelona l'exposició "Rock viu", amb les 300 imatges que s'havien publicat a l'especial Enderrock 300. L'exposició s'havia de tancar el 29 d'agost, però la mort de Mercadé uns dies abans va fer que es prorrogués fins al 5 de setembre, convertint la sala del palau Robert en un punt d'homenatge al fotògraf, i habilitant-ne un llibre de condolences a l'entrada de la sala per tal que els visitants poguessin expressar el seu missatge de comiat.
Va morir el 23 d'agost de 2021 a causa d'un càncer, als 54 anys, deixant més d'un milió de fotografies fetes a 14.000 concerts. Dos dies després, a les 13 hores, es va organitzar un funeral en record seu al tanatori de les Corts.

## Obra publicada
- Mercadé, Xavier. Pasión por el rock: las mejores fotos de concierto (en castellà).  València: La Máscara, 1999. ISBN 9788479743802.
- Mercadé, Xavier. Freaks: la Cara Oculta del Rock.  Llinars del Vallès: Quarentena Ediciones, 2010. ISBN 9788493788063.[17][18]
- Mercadé, Xavier. Odio obedecer - la escena alternativa en los 80.  Llinars del Vallès: Quarentena Ediciones, 2011. ISBN 978-8415191124.[19]
- Mercadé, Xavier. Jump Rock (PDF), 2009. (només en format digital)[20][21]
- Mercadé, Xavier. Balas perdidas: qué fue del siglo XX.  Barcelona: 66 rpm Edicions, 2012. ISBN 9788493952471.[22][23]
- One Direction en España (Quarentena, 2014)